# Tomek na tropach Yeti
Tomek na tropach Yeti – czwarty tom z cyklu Alfreda Szklarskiego, opowiadający o przygodach Tomka Wilmowskiego, wydany po raz pierwszy w 1961 roku.
Akcja książki rozpoczyna się na statku płynącym do wybrzeży Indii. Tomek, jego ojciec Andrzej Wilmowski oraz bosman Nowicki są zaniepokojeni telegramem od pana Smugi, w którym prosi by bardzo pilnie przybyli do Indii. Po otrzymaniu telegramu trójka przyjaciół niezwłocznie wyrusza.
W mieście portowym, Bombaju, gdzie miał czekać na nich Pan Smuga, zastali tylko wiadomość, żeby pytali o niego maharadżę (wielkiego króla) Alwaru. Pan Abbas, który wręczył im list oraz miał wręczyć depozyt (woreczek złota), został zabity przez mężczyznę z blizną. Tomek z przyjaciółmi wyrusza do Alwaru, gdzie zostaje gościem maharadży. W Alwarze bierze udział w polowaniu na tygrysy. Ze szwagrem władcy Panditem Davasarmanem udają się za Smugą do Tybetu. Tam spotykają się z nim i wyruszają odszukać ukryte złoto, odkryte przez brata Jana Smugi.

## Rozdziały
1. Tropy Śnieżnego Człowieka
2. Człowiek z blizną
3. Pochód słoni
4. Domek w dżungli
5. Maharadża Alwaru
6. Polowanie na tygrysy
7. Tajemnice indyjskich fakirów
8. Kradzież pierścienia
9. Pandit Davasarman
10. W drodze do Szrinagaru
11. W azjatyckiej Wenecji
12. Mroźne tchnienie Tybetu
13. Klasztor w Hemis
14. Noc tajemnic
15. Gniazdo rozbójników
16. Podejrzany orszak weselny
17. Pościg i walka
18. Miasto pochłonięte przez pustynię
19. Chińska uczta i zła wiadomość
20. Wielka przegrana
21. Cień legendarnego Yeti
22. Powitanie wschodu słońca